# إيلا ويلر ويلكوكس
إيلا ويلر ويلكوكس (بالإنجليزية: Ella Wheeler Wilcox)‏ هي كاتِبة ومؤلفة وشاعرة أمريكية، ولدت في 5 نوفمبر 1850 في جينسفيل في الولايات المتحدة، وتوفيت في 30 أكتوبر 1919 في مقاطعة نيو هيفن في الولايات المتحدة بسبب سرطان.

## وصلات خارجية
- إيلا ويلر ويلكوكس على موقع الموسوعة البريطانية (الإنجليزية)
- إيلا ويلر ويلكوكس على موقع ميوزك برينز (الإنجليزية)
- إيلا ويلر ويلكوكس على موقع إن إن دي بي (الإنجليزية)